# Zimbabwe na Letnich Igrzyskach Paraolimpijskich 2012
Zimbabwe na Letnich Igrzyskach Paraolimpijskich 2012 w Londynie reprezentowało 2 zawodników w 2 konkurencjach.
Dla reprezentacji Zimbabwe był to siódmy start w igrzyskach paraolimpijskich (poprzednio w 1980, 1984 1996, 2000, 2004 i 2008).

## Kadra

### Lekkoatletyka
Mężczyźni
| Zawodnik      | Konkurencja | Kwalifikacje | Kwalifikacje | Finał                  | Finał                  |
| Zawodnik      | Konkurencja | Wynik        | Poz.         | Wynik                  | Poz.                   |
| ------------- | ----------- | ------------ | ------------ | ---------------------- | ---------------------- |
| Elliot Mujaji | 100 m T46   | 13.12        | 5.           | Nie zakwalifikował się | Nie zakwalifikował się |

### Tenis na wózkach
| Zawodnik          | Konkurencja      | Last 64             | Last 32            | Last 16                | Ćwierćfinały           | Półfinały              | Finał                  | Finał                  |
| Zawodnik          | Konkurencja      | Przeciwnik Wynik    | Przeciwnik Wynik   | Przeciwnik Wynik       | Przeciwnik Wynik       | Przeciwnik Wynik       | Przeciwnik Wynik       | Poz.                   |
| ----------------- | ---------------- | ------------------- | ------------------ | ---------------------- | ---------------------- | ---------------------- | ---------------------- | ---------------------- |
| Nyasha Mharakurwa | Singiel mężczyzn | Avanthey W 6-4, 6-3 | Kunieda L 0-6, 0-6 | Nie zakwalifikował się | Nie zakwalifikował się | Nie zakwalifikował się | Nie zakwalifikował się | Nie zakwalifikował się |